# Frederik III van Saksen-Gotha-Altenburg
Frederik III van Saksen-Gotha-Altenburg (Gotha, 14 april 1699 - aldaar, 10 maart 1772) was van 1732 tot aan zijn dood hertog van Saksen-Gotha-Altenburg. Hij behoorde tot de linie Saksen-Gotha-Altenburg van het huis Wettin.

## Levensloop
Frederik was de oudste zoon van hertog Frederik II van Saksen-Gotha-Altenburg en diens echtgenote Magdalena Augusta, dochter van vorst Karel Willem van Anhalt-Zerbst. Hij kreeg een grondige opleiding en gold als goedaardig, maar weinig begaafd. Van 1718 tot 1724 ondernam hij een grand tour door de Nederlanden, Frankrijk, Engeland en Italië. In 1732 volgde hij zijn vader op als hertog van Saksen-Gotha-Altenburg.
Na een inval van de Franse troepen dreef hij vanaf 1734 een florerende soldatenhandel met keizer Karel VI, vorst Karel August van Waldeck-Pyrmont en koning Frederik Willem I van Pruisen. Dit gaf hem de kans om in eigen land de belastingen te verlagen.
Zijn staat, en dan vooral het gedeelte van Altenburg, kreeg het zwaar te verduren tijdens de Zevenjarige Oorlog en Frederik III betrok ook zijn hertogdom bij een oorlog met hertog Anton Ulrich van Saksen-Meiningen. In 1744 had Frederik III er namelijk voor gezorgd dat de kinderen van Anton Ulrich uit diens eerste huwelijk met een vrouw van lagere stand onwettig waren verklaard, waardoor hij de erfgenaam werd van het hertogdom Saksen-Meiningen. Frederik III ging ook in conflict met Anton Ulrich over het regentschap van de minderjarige hertog Ernst August II van Saksen-Weimar-Eisenach, dat Frederik III uiteindelijk van 1748 tot 1755 uitoefende.
Vanaf 1747 liet Frederik III door de Weimarse bouwmeester Gottfried Heinrich Krohne de Oranjerie van Gotha bouwen naar Frans voorbeeld. Ook liet hij verschillende ordes betreffende het kerkwezen uitvaardigen en ondersteunde hij de Evangelische Broedergemeente van Herrnhut in Neudietendorf, die zich daar sinds 1742 gevestigd had.
Onder Frederiks bewind bleef Saksen-Gotha-Altenburg de machtigste staat van Thüringen en ontwikkelde zijn hof zich tot een centrum van de Verlichting. Dit laatste is terug te voeren tot zijn intellectueel sterkere echtgenote. 
In maart 1772 stierf Frederik III op 72-jarige leeftijd. Hij werd naast zijn vijf jaar daarvoor overleden echtgenote bijgezet in de Margarethakerk van Gotha. 
Zijn zus Augusta was gehuwd met prins kroonprins Frederik van Groot-Brittannië en de moeder van koning George III van Groot-Brittannië. Frederik III was de dooppeter van George.

## Huwelijk en nakomelingen
Op 17 september 1729 huwde Frederik met Louise Dorothea (1710-1767), dochter van hertog Ernst Lodewijk I van Saksen-Meiningen. Ze kregen negen kinderen:
- Frederik Lodewijk (1735-1756), erfprins van Saksen-Gotha-Altenburg
- Lodewijk (1735-1735)
- een doodgeboren zoon (1735)
- een doodgeboren mannelijke tweeling (1739)
- Frederica Louise (1741-1776)
- Ernst II (1745-1804), hertog van Saksen-Gotha-Altenburg
- Sophia (1746-1746)
- August (1747-1806)

## Voorouders
| Kwartierstaat van Frederik III van Saksen-Gotha-Altenburg | Kwartierstaat van Frederik III van Saksen-Gotha-Altenburg                                                                | Kwartierstaat van Frederik III van Saksen-Gotha-Altenburg                                                                | Kwartierstaat van Frederik III van Saksen-Gotha-Altenburg                                                                | Kwartierstaat van Frederik III van Saksen-Gotha-Altenburg                                                                | Kwartierstaat van Frederik III van Saksen-Gotha-Altenburg                                                                | Kwartierstaat van Frederik III van Saksen-Gotha-Altenburg                                                                | Kwartierstaat van Frederik III van Saksen-Gotha-Altenburg                                                                | Kwartierstaat van Frederik III van Saksen-Gotha-Altenburg                                                                |
| --------------------------------------------------------- | --- | --- | --- | --- | --- | --- | --- | --- |
| Overgrootouders                                           | Ernst I van Saksen-Gotha (1601–1665) ∞ Elisabeth Sophia van Saksen-Altenburg (1619-1680)                                 | Ernst I van Saksen-Gotha (1601–1665) ∞ Elisabeth Sophia van Saksen-Altenburg (1619-1680)                                 | August van Saksen-Weißenfels (1614–1680) ∞ Anna Maria van Mecklenburg-Schwerin (1627–1669)                               | August van Saksen-Weißenfels (1614–1680) ∞ Anna Maria van Mecklenburg-Schwerin (1627–1669)                               | Johan van Anhalt-Zerbst (1621–1667) ∞ Sophia Augusta van Sleeswijk-Holstein-Gottorp (1630–1680)                          | Johan van Anhalt-Zerbst (1621–1667) ∞ Sophia Augusta van Sleeswijk-Holstein-Gottorp (1630–1680)                          | Karel Willem van Anhalt-Zerbst (1652–1718) ∞ Sophia van Saksen-Weißenfels (1654–1724)                                    | Karel Willem van Anhalt-Zerbst (1652–1718) ∞ Sophia van Saksen-Weißenfels (1654–1724)                                    |
| Grootouders                                               | Hertog Frederik I van Saksen-Gotha-Altenburg (1645–1691) ∞ 1669 Magdalena Sibylla van Saksen-Weißenfels (1648–1681)      | Hertog Frederik I van Saksen-Gotha-Altenburg (1645–1691) ∞ 1669 Magdalena Sibylla van Saksen-Weißenfels (1648–1681)      | Hertog Frederik I van Saksen-Gotha-Altenburg (1645–1691) ∞ 1669 Magdalena Sibylla van Saksen-Weißenfels (1648–1681)      | Hertog Frederik I van Saksen-Gotha-Altenburg (1645–1691) ∞ 1669 Magdalena Sibylla van Saksen-Weißenfels (1648–1681)      | Vorst Karel Willem van Anhalt-Zerbst (1652–1718) ∞ 1676 Sophia van Saksen-Weißenfels (1654–1724)                         | Vorst Karel Willem van Anhalt-Zerbst (1652–1718) ∞ 1676 Sophia van Saksen-Weißenfels (1654–1724)                         | Vorst Karel Willem van Anhalt-Zerbst (1652–1718) ∞ 1676 Sophia van Saksen-Weißenfels (1654–1724)                         | Vorst Karel Willem van Anhalt-Zerbst (1652–1718) ∞ 1676 Sophia van Saksen-Weißenfels (1654–1724)                         |
| Ouders                                                    | Hertog Frederik II van Saksen-Gotha-Altenburg (1676-1732) ∞ 1695 Prinses Magdalena Augusta van Anhalt-Zerbst (1679-1740) | Hertog Frederik II van Saksen-Gotha-Altenburg (1676-1732) ∞ 1695 Prinses Magdalena Augusta van Anhalt-Zerbst (1679-1740) | Hertog Frederik II van Saksen-Gotha-Altenburg (1676-1732) ∞ 1695 Prinses Magdalena Augusta van Anhalt-Zerbst (1679-1740) | Hertog Frederik II van Saksen-Gotha-Altenburg (1676-1732) ∞ 1695 Prinses Magdalena Augusta van Anhalt-Zerbst (1679-1740) | Hertog Frederik II van Saksen-Gotha-Altenburg (1676-1732) ∞ 1695 Prinses Magdalena Augusta van Anhalt-Zerbst (1679-1740) | Hertog Frederik II van Saksen-Gotha-Altenburg (1676-1732) ∞ 1695 Prinses Magdalena Augusta van Anhalt-Zerbst (1679-1740) | Hertog Frederik II van Saksen-Gotha-Altenburg (1676-1732) ∞ 1695 Prinses Magdalena Augusta van Anhalt-Zerbst (1679-1740) | Hertog Frederik II van Saksen-Gotha-Altenburg (1676-1732) ∞ 1695 Prinses Magdalena Augusta van Anhalt-Zerbst (1679-1740) |
| Frederik III van Saksen-Gotha-Altenburg (1699-1772)       | | | | | | | | |